# عارف رستمی
عارف رستمی (زادهٔ ۱۱ اردیبهشت ۱۳۷۵) بازیکن فوتبال اهل ایران است که در پست وینگر چپ برای باشگاه فوتبال استقلال خوزستان در لیگ برتر خلیج فارس بازی می‌کند.

## دوران باشگاهی
وی در تیم‌های نیروی زمینی تهران، خیبر خرم‌آباد، ذوب‌آهن اصفهان، مس کرمان و تراکتور تبریز سابقه بازی دارد.
وی با پیراهن تیم خیبر خرم‌آباد توانست آقای گل لیگ آزادگان شود.